# Kempen
Kempen é uma cidade da Alemanha localizada no distrito de Viersen, região administrativa de Düsseldorf, estado da Renânia do Norte-Vestfália.
|  |